# مستر بیست برگر
مستر بیست برگر (به انگلیسی: MrBeast Burger) یک رستوران مجازی آمریکایی است که توسط شخصیت اینترنتی جیمی دونالدسون (مستربیست)، با مشارکت مفاهیم غذاخوری مجازی، ال‌ال‌سی تاسیس و توسعه یافته است. بیش از ۲۰۰۰ مکان مجازی در سطح بین‌المللی وجود دارد، از جمله ۶۰۰ مکان در ایالات متحده، با برنامه‌هایی برای گسترش به کشورهای بیشتر و افزایش قابل توجه تعداد مکان‌ها.
این زنجیره‌ها دارای لیست‌هایی گوناگون متشکل از برگر، سیب‌زمینی سرخ‌کرده، دسر و نوشیدنی‌های کنسرو شده می‌باشند. مشتریان غذا را از یک اپلیکیشن تحویل سفارش می‌دهند، که به نوبه خود در مکان‌های آجری رستوران‌های تفاهم‌نامه‌ای تهیه می‌گردد.

## تاریخ

### قبل از انتشار

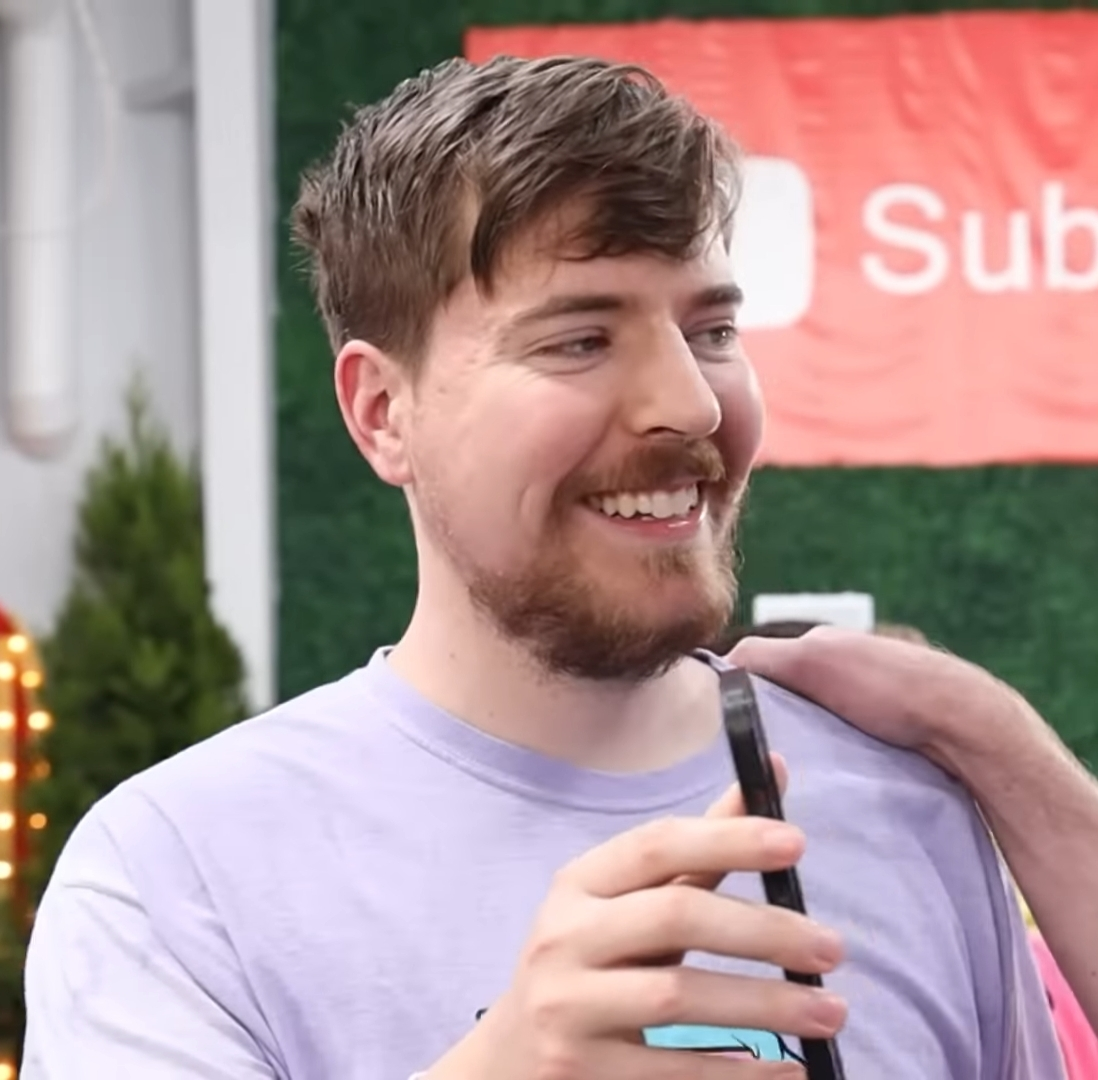
جیمی دونالدسون در سال ۲۰۲۲

گرچه معلوم نیست که جیمی از چه وقتی کار بر روی آقای بیست برگر را شروع کرده‌است، او در حساب توییتر خود اینگونه بیان کرد که در حال برنامه‌ریزی برای منتشر کردن «برای همیشه» بوده‌است. ویل هاید، مدیر کانال یوتیوب جیمی، اینگونه بیان کرد که این پروژه برای چندین ماه در دست ساخت بوده‌است، در حالی که رید دوشچر، یکی دیگر از مدیران، اینگونه بیان کرد که برای بیش از یک سال برنامه‌ریزی شده بود. حساب رسمی توییتر برای آقای بیست برگر در تاریخ ۱۲ اوت ۲۰۲۰ تشکیل شد.

### گسترش دادن
از زمان افتتاح نخستین، برنامه‌هایی برای توسعه محل‌های آقای بیست برگر اعلام شده‌است. پس از شکایت هوادارهایی که در ناحیه‌هایی که خدمات تحویل داده می‌شود زندگی نمی‌کردند، دونالدسون این موضوع را تأیید نمود و اینگونه بیان کرد که تلاش‌ها برای دو و سه برابر کردن تعداد محل‌ها در حال انجام می‌باشد.
اولین محل‌ها در کانادا در روزهای نخستین ماه فوریه افتتاح گردید، و با محل‌هایی در تورنتو، ادمونتون، کالگری آغاز شد، با محل‌های نظیری که مدت اندکی پس از آن در ونکوور، هالیفاکس و در وینی‌پگ افتتاح شد. نخستین مکان‌ها در بریتانیا (انگلستان) در روزهای نخستین ماه می با پنج مکان افتتاح گردید.